# Tropidauchen viridis
Tropidauchen viridis is een rechtvleugelig insect uit de familie Pamphagidae. De wetenschappelijke naam van deze soort is voor het eerst geldig gepubliceerd in 1950 door Bey-Bienko.